# Misil M45
El misil M45 es un misil balístico estratégico francés que equipa los submarinos de misiles estratégicos de nueva generación (SNLE) de la Fuerza Estratégica Oceánica Francesa (FOST). Encargado en octubre de 1996, su despliegue se completó en 1999 y desde 2010, ha sido reemplazado gradualmente por el misil M51.

## Características
El desarrollo del misil M45 es parte de la evolución de la fuerza disuasiva francesa iniciada por el misil M1 que entró en servicio en 1971. El misil, derivado de M4, es como todos los sistemas de misiles balísticos de la fuerza disuasiva francesa, desarrollado por Aérospatiale y luego continuado por EADS Astrium Space Transportation.
Se diferencia de su predecesor al mejorar su alcance, que pasó de 4.000 km a 6.000 km, pero también al mejorar su cabeza de combate: mayor precisión, mejores capacidades de penetración, uso de la ojiva invisible TN 75 de 110 kt que tiene en cuenta la naturaleza de las defensas de un posible adversario para el año 2000, de las cuales puede transportar hasta seis ojivas.
El M45 se puso en servicio en la primavera de 1997 a bordo del submarino Le Triomphant. A partir de 2015 fue reemplazado por el misil M51.

Comparación de sistemas de armas: a la izquierda, un SNLE equipado con el M4 y a la derecha, un SNLE-NG equipado con el M45 y el M51.

|                            | M-4A               | M-4B               | M-45               |
| -------------------------- | ------------------ | ------------------ | ------------------ |
| Despliegue                 | Mayo de 1985       | 1987               | Marzo de 1997      |
| Masa al lanzamiento        | 35 t               | 35 t               | 35 t               |
| Longitud                   | 11,05 m            | 11,05 m            | 11,05 m            |
| Diámetro                   | 1,93 m             | 1,93 m             | 1,93 m             |
| Alcance                    | 4000 km            | 5000 km            | 6000 km            |
| Apogeo                     | 1 000 000 m        | 1 000 000 m        | 1 000 000 m        |
| Carga                      | 6x TN-70 de 150 kT | 6x TN-71 de 150 kT | 6x TN-75 de 110 kT |
| Guía                       | Inercial           | Inercial           | Inercial           |
| Plataforma                 | SNLE               | SNLE               | SNLE-NG            |
| Unidades activas (2002)    | 16                 | 16                 | 32                 |
| Unidades en reserva (2002) | 96                 | 96                 | 192                |

## Pruebas
En 1 de julio de 2004 se realizó una prueba del misil desde la costa de Bretaña a la Guayana francesa.